# Charles Perrault

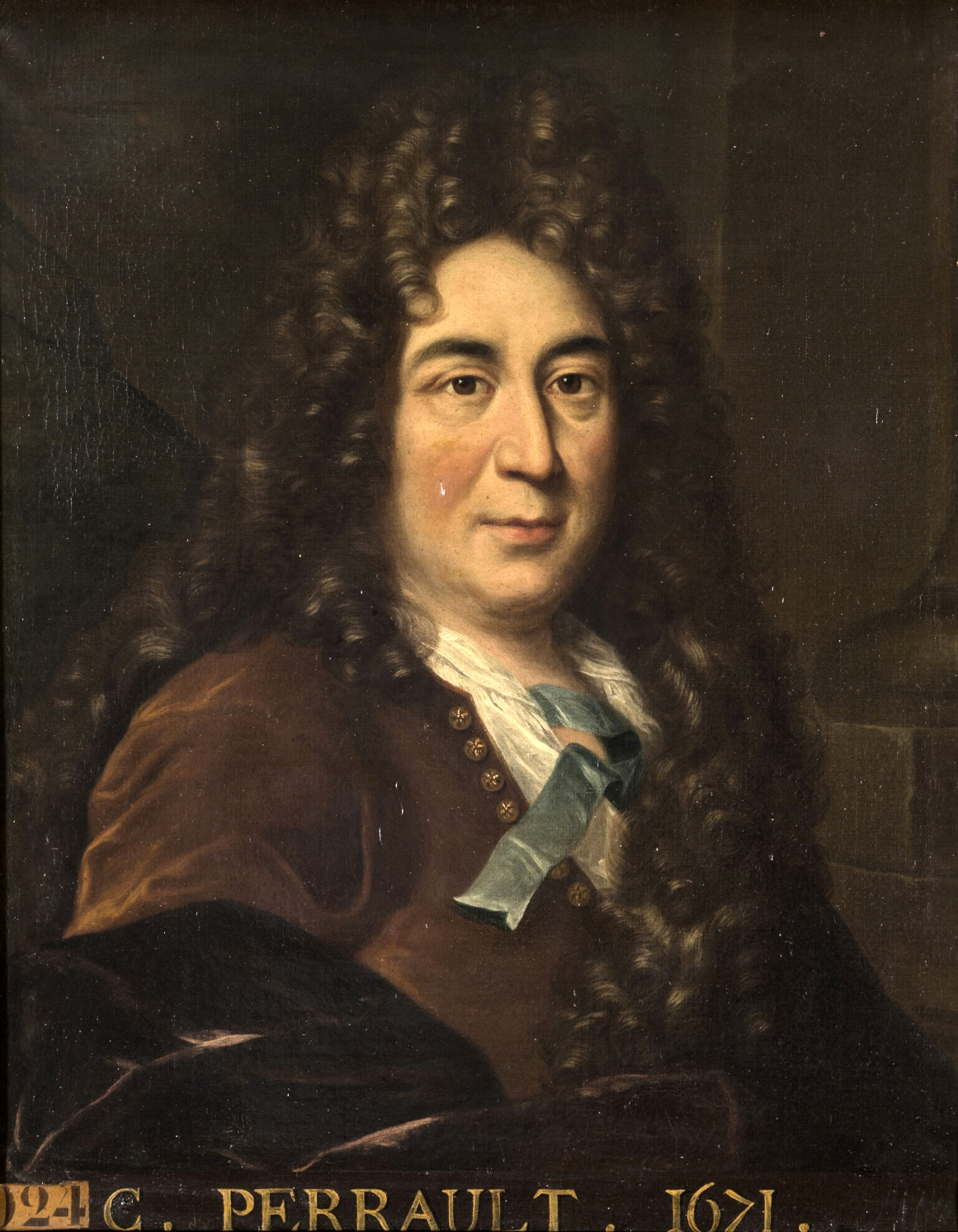
Charles Perrault, um 1690

Charles Perrault (* 12. Januar 1628 in Paris; † in der Nacht vom 15. Mai auf den 16. Mai 1703 ebenda) war ein französischer Schriftsteller und hoher Beamter. Er wurde vor allem durch seine Märchensammlung Histoires ou Contes du temps passé („Geschichten oder Erzählungen aus alter Zeit“) berühmt und hat das Genre in Frankreich und damit in Europa popularisiert. Auch deutsche Autoren wie die Brüder Grimm, Ludwig Bechstein und der Oberpfälzer Volkskundler Franz Xaver von Schönwerth haben Märchen von ihm übernommen.

## Leben und Schaffen

### Die frühen Jahre
Perrault (dessen Zwillingsbruder noch als Säugling starb) wuchs als jüngster von vier Brüdern in einer wohlhabenden Familie auf, die dem Pariser Juristen- und hohen Beamten-Milieu angehörte und, wie dort häufig, dem Jansenismus nahestand. Er studierte Jura und wurde 1651 als Anwalt zugelassen.
Schon vorher hatte er zu schreiben begonnen, und zwar im damals modischen Genre der Burleske. So hatte er 1648 eine Vergil-Parodie (L'Énéide burlesque) verfasst und 1649 die ebenfalls parodistische Vers-Satire Les murs de Troie ou l'Origine du burlesque, worin er sich über das aufständische Pariser Volk mokiert, mit dessen Revolte der Fronde-Aufstand begonnen hatte, aber auch den Kardinal-Minister Mazarin nicht schont, der zunächst unterlegen war. Schon in diesen Texten zeigt sich eine gewisse Respektlosigkeit gegenüber der Antike.
1653, nach dem Ende der Fronde, trat er in die Dienste seines ältesten Bruders Pierre, der einen hohen Posten in der Finanzverwaltung der Krone bekleidete, und wurde von ihm am Hof eingeführt. Dort und vor allem in Pariser Salons brillierte er als guter Unterhalter und vielseitiger Literat (z. B. mit seinen Odes au Roi et autres poèmes). Hierbei fiel er dem älteren Literatenkollegen Jean Chapelain positiv auf, der ihn dem neuen allmächtigen Minister Colbert empfahl. Dieser machte Perrault 1662 zum Sekretär der sogenannten Petite Académie, einer Art Prüfinstanz für alle Kunst- und Literaturwerke, die König Ludwig XIV. zum Kauf angeboten wurden oder ihm zugeeignet werden sollten.
Wenig später wurde Perrault so etwas wie ein oberster Kulturbeamter. Als solcher wachte er z. B. über die künstlerische Qualität der königlichen Bauvorhaben, womit er maßgeblich an Umbauten des Louvre sowie (zusammen mit seinem Bruder Claude, einem Naturforscher und Architekten) an der Planung und Erbauung des Versailler Schlosses beteiligt war. Gegen 1670 übernahm er von Chapelain die Führung der Liste von Literaten, die Colbert und Ludwig XIV. genehm waren und einer jährlichen Gratifikation (pension) aus der königlichen Schatulle würdig erschienen. 1671 wurde er mit Hilfe Colberts in die Académie française gewählt und kurz darauf zu deren Sekretär, d. h. Vorsitzenden, und Bibliothekar ernannt. Zur gleichen Zeit (1672) heiratete er, wurde rasch vierfacher Vater, aber bald auch (1678) Witwer. 1680 gab er seinen Posten an der Académie zugunsten des Sohnes von Colbert auf. Seit 1679 war er Mitglied der Académie royale des inscriptions et belles-lettres.

### DieQuerelle des Anciens et des Modernes

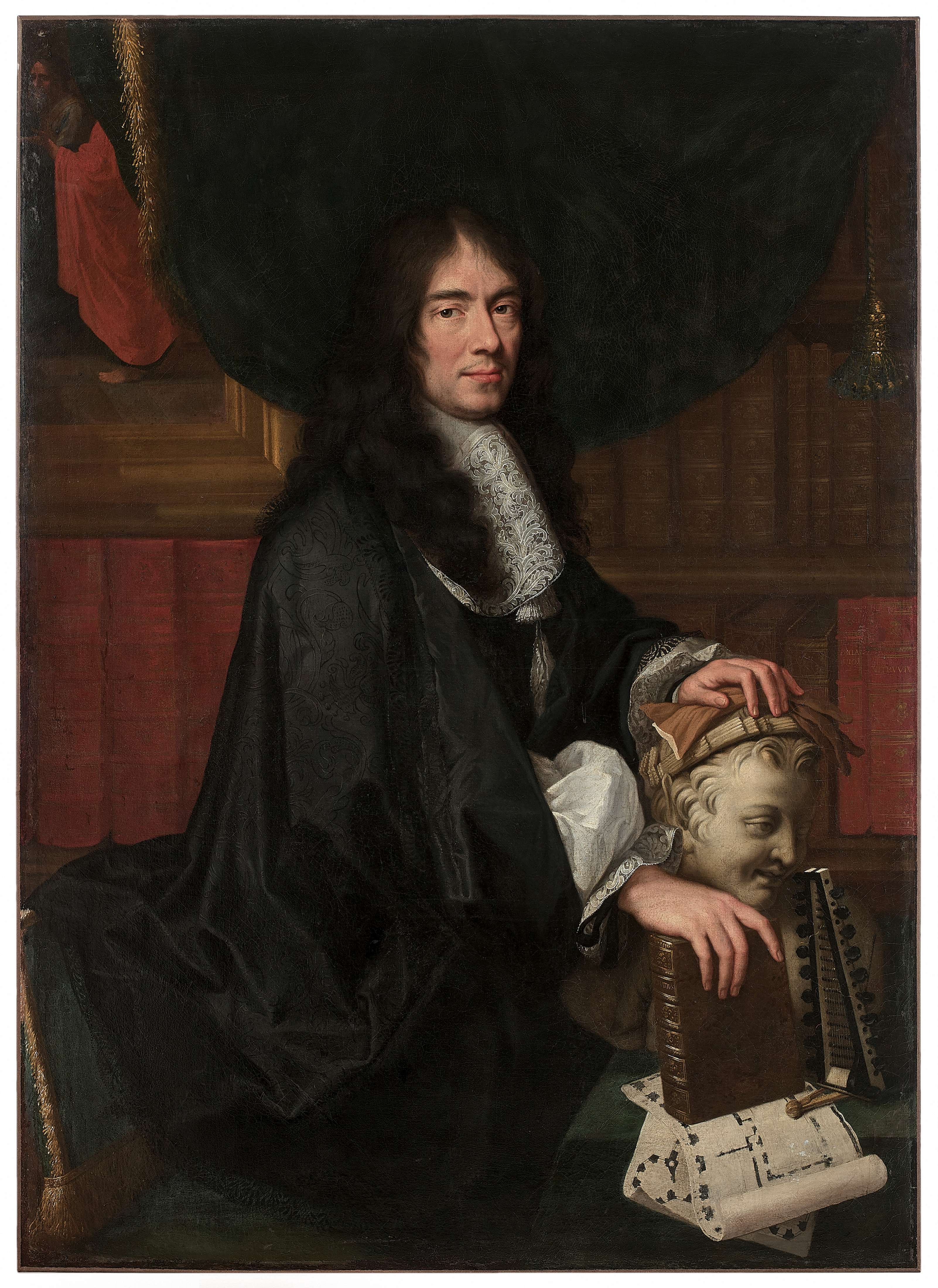
Charles Perrault, gemalt von Charles Le Brun

1683 wurde Perraults Karriere durch den Tod Colberts beendet und er wandte sich wieder mehr der Schriftstellerei zu. So verfasste er u. a. das christliche Epos Saint Paulin, Évêque de Nole (1686). Anfang 1687, in einer Sondersitzung der Académie, die der Huldigung des Königs galt, verlas er ein als Le Siècle de Louis le Grand betiteltes Gedicht, worin er die Überlegenheit seiner Zeit über die Antike postulierte. Da bis dahin das klassische Altertum als unerreichbares künstlerisches und zivilisatorisches Vorbild galt, löste Perrault mit seinem Gedicht eine unerwartet heftige Kontroverse aus, die als Querelle des Anciens et des Modernes in die Geschichte einging.
Zur Seite der Traditionalisten, der „Alten“, zählten fast alle arrivierten Autoren der Zeit, insbesondere Jacques Bénigne Bossuet, François Fénelon, Jean de La Bruyère, Jean de La Fontaine, Jean Racine und Nicolas Boileau. Vor allem Boileau war ein verbissener Gegner Perraults. Er hatte 1674 in seiner Verspoetik L’Art poétique noch selbstverständlich der antiken Literatur den Vorrang gewährt. Auf der Seite der „Modernen“ bezogen u. a. Charles de Saint-Évremond (1613–1703), Pierre Bayle und Bernard le Bovier de Fontenelle Position.
1688 begann Perrault, um seine Position zu untermauern, einzelne Vergleiche in Dialogform zu verfassen, die er bis 1697 in vier Bänden unter dem Titel Parallèles des anciens et des modernes gesammelt herausgab. Demselben Zweck diente die Porträtserie Les Hommes illustres qui ont paru en France pendant ce Siècle, die auf ebenfalls vier Bände anwuchs (1696–1700 erschienen). Inzwischen arbeitete allerdings auch die Zeit für ihn. Boileau versöhnte sich schon 1694 öffentlich mit ihm, und um 1700 war die Vorstellung von der Gleichwertigkeit, wenn nicht Überlegenheit der Moderne praktisch Allgemeingut geworden.

### Die Märchen
Perrault sollte jedoch vor allem durch seine Märchen berühmt werden. Schon von 1691 bis 1694 hatte er drei märchenartige Verserzählungen veröffentlicht: La Marquise de Salusses ou la Patience de Griselidis, Les Souhaits ridicules (1693) und Peau d’Âne, die er 1694 und nochmals 1695 als Bändchen herausgab. Nach diesem Erfolg publizierte er 1697 ohne Autorangabe acht Histoires ou Contes du temps passé, avec des moralités, die später auch als Contes de ma mère l’Oye firmierten. Gewidmet war die Sammlung Élisabeth Charlotte von Orléans, der Nichte Ludwigs XIV. Als Unterzeichner der Widmung und angeblicher Autor figuriert „P. Darmancour“, d. h. Perraults dritter, 1678 geborener Sohn Pierre. Die Angabe, die Geschichten stammten von „Mutter Gans“, bezieht sich offenbar auf Bertha, die legendäre Mutter Karls des Großen, die einen vom vielen Treten des Spinnrads verformten „Gänsefuß“ gehabt haben soll.
Die Märchen selbst stammten sowohl aus mündlicher Überlieferung als auch von anderen Autoren (z. B. Giovanni Francesco Straparola und Giambattista Basile). Perrault passte sie dem Geschmack des damaligen literarischen Publikums an, vor allem dem der Pariser Salons. So lässt er den einzelnen Texten, die er in bewusst schlichter, leicht archaisierender Prosa verfasst, jeweils eine sie witzig kommentierende und ironisierende „Moral“ in Versform folgen und manchmal sogar sich gegenseitig relativierende zwei solche Kommentare.
Ebenfalls 1697, im selben Jahr wie die Märchen, publizierte Perrault ein religiöses Epos, Adam ou la Création de l’Homme, das er Bischof Jacques Bénigne Bossuet widmete. Vielleicht hatte er deshalb die Märchen nicht mit seinem eigenen Namen zeichnen wollen. 1701 begann er mit der Abfassung von Memoiren, die aber erst postum 1755 gedruckt wurden.

## Liste der Märchen

### Die Versmärchen (Contes en vers), 1694
- Griseldis (französisch Griselidis, zuerst 1691 als La Marquise de Salusses ou la Patience de Griselidis erschienen)
- Die törichten Wünsche (Les Souhaits ridicules, zuerst 1693)
- Eselshaut (Peau d’Âne, zuerst 1694)

### Die Prosamärchen (Histoires ou Contes du temps passé, avec des moralités, auchContes de ma Mère l’Oye), 1697
- Die schlafende Schöne im Walde (La belle au bois dormant, zuerst 1696), aus Grimms Märchen als Dornröschen bekannt
- Rotkäppchen (Le petit chaperon rouge), Variante, bekannt durch Grimms Märchen
- Blaubart (La Barbe bleue)
- Meister Kater oder Der Gestiefelte Kater (Le Maître Chat ou le Chat botté), bekannt durch Grimms Märchen als Der gestiefelte Kater
- Die Feen (Les Fées)
- Aschenputtel oder Der kleine gläserne Schuh (Cendrillon ou la Petite pantoufle de verre[1]), bekannt durch Grimms Märchen als Aschenputtel
- Riquet mit dem Schopf (Riquet à la Houppe)
- Der kleine Däumling (Le petit Poucet), später auch bei Ludwig Bechstein

Die acht Histoires ou contes du temps passé, avec des moralités („Geschichten oder Erzählungen aus alter Zeit, mit Moralen“) erschienen zuerst unter dem Namen von Perraults Sohn. Sie wurden gemäß dem Frontispiz der Originalausgabe und dem Titel des Manuskripts von 1695 auch als Contes de ma mère l’Oye (etwa „Geschichten meiner Mutter Gans“) bekannt und erschienen postum auch gemeinsam mit den drei (in Prosa verfassten) Versmärchen Perraults in einem Band (dann meist als Contes de fées, Contes des fées oder schlicht Contes überschrieben).

## Rezeption
Auf Umwegen gelangten veränderte Fassungen der Erzählungen in die Kinder- und Hausmärchen der Brüder Grimm (1812–1858) und Ludwig Bechsteins Deutsches Märchenbuch (1845–1857). Auch Ludwig Tieck übersetzte die Märchen ins Deutsche. Viele der Märchen Perraults wurden zum europäischen Allgemeingut und in Schauspiel, Oper, Ballett und schließlich im Film adaptiert.
Das bis heute populäre Ballett Dornröschen (1890) von Tschaikowski basiert auf einer Adaption von La belle au bois dormant von Perrault. Maurice Ravel komponierte eine Klaviersuite für vier Hände Ma mère l’Oye (1910), welche er dann orchestrierte und ein Jahr später auch als Ballettmusik (Paris 1911) aufführte.
Die bekanntesten Perrault-Adaptionen von Walt Disney (allerdings auf der Basis der englischen Versionen) sind die Zeichentrickfilme Cinderella (1950) und Dornröschen (1959).

## Ausstellungen
- 2017/2018: Charles Perrault und die Brüder Grimm. Eine Kabinettsausstellung. Historisches Museum Hanau.[2]

## Werke
- Poème sur le siècle de Louis le Grand. 1687.
- Parallèles des anciens et des modernes en ce qui regarde les arts et les sciences. 4 Bände. 1688–1697; Neudruck, hrsg. von Jaus und Imdahl, 1964.
- Le cabinet des beaux arts ou recueil d’estampes gravées d’après les tableaux d’un plafond où les beaux arts sont representés: avec l’explication des ces mêmes tableaux. Edelinck, Paris 1690 (Digitalisat).
- Histoires ou contes du temps passé, avec des moralités. 1697 (dt. Feenmärchen für die Jugend, 1822).
  - moderne deutsche Übersetzung mit Nachwort von Doris Distelmaier-Haas erschienen als: Sämtliche Märchen. Illustriert von Gustave Doré (= Reclams Universal-Bibliothek, Band 8355). Reclam, Stuttgart 2001, ISBN 3-15-008355-9.
  - auch in: Die schönsten Märchen von Charles Perrault. Ausgewählt von Christian Strich, illustriert von Gustave Doré (Krisenbibliothek der Weltliteratur, Band 38). Diogenes, Zürich 1985, ISBN 3-257-79545-9 (Die schönsten Märchen, 4 Bände, ISBN 3-257-79550-5).
- Mémoires de C. Perrault. 1755.
- Labyrinte de Versailles (Prosa von Charles Perrault, Verse von Isaac de Benserade, Stiche von W. Swidde). Visscher, Amsteldam 1682 (digitalisierte Ausgabe der Universitäts- und Landesbibliothek Düsseldorf).